# Нерпа (приток Емуртлы)
Нерпа — река в России, протекает в Тюменской области. Устье реки находится в 39 км по правому берегу реки Емуртла. Длина реки составляет 10 км.
Система водного объекта: Емуртла → Тобол → Иртыш → Обь → Карское море.

## Данные водного реестра
По данным государственного водного реестра России относится к Иртышскому бассейновому округу, водохозяйственный участок реки — Тобол от города Курган до впадения реки Исеть, речной подбассейн реки — Тобол. Речной бассейн реки — Иртыш.
Код объекта в государственном водном реестре — 14010500412111200002548.